# La fine... della fine
La fine... della fine (The End) è un film del 1978 diretto da Burt Reynolds.
È una commedia nera statunitense con Burt Reynolds, Dom DeLuise, Sally Field e Joanne Woodward.

## Produzione
Il film, diretto da Burt Reynolds su una sceneggiatura di Jerry Belson, fu prodotto da Lawrence Gordon per la United Artists tramite la Gordon-Reynolds Productions.

## Distribuzione
Il film fu distribuito con il titolo The End negli Stati Uniti dal 10 maggio 1978 al cinema dalla United Artists.
Altre distribuzioni:
- in Germania Ovest il 16 novembre 1978 (Nobody Is Perfect)
- in Danimarca il 26 marzo 1979
- in Brasile (Se Não Me Mato, Morro!)
- in Spagna (De miedo también se muere)
- in Spagna (De por també es mor)
- in Finlandia (Lopun alku)
- in Ungheria (A vég)
- in Polonia (Koniec)
- in Svezia (Slutet)
- in Turchia (Mutlu Sona Dogru)
- in Italia (La fine... della fine). La versione sarebbe stata censurata in alcuni passaggi del doppiaggio.[1]

## Critica
Secondo il Morandini Reynolds "gioca maldestramente un tema tragico in chiave grottesca".

## Promozione
Le tagline sono:
- Are there laughs before death?
- Think Of Death As A Pie In The Face From God.
- A comedy for you and your next of kin.